# Гори, Антонио Франческо
Антонио Франческо Гори (итал. Antonio Francesco Gori, 9 декабря 1691, Флоренция — 20 января 1757, Флоренция) — итальянский священник, археолог и историк искусства эпохи Возрождения, один из создателей систематической этрускологии, литератор и антиквар из Флоренции. В качестве подписи использовал латинизированную форму имени и фамилии: Franciscus Gorius.
А. Ф. Гори происходил из богатой флорентийской семьи Карло Джачинто и Пеллегрины Саккони, но о его образовании известно мало. Его отец хотел, чтобы сын занимался живописью, как многие в его семье (включая его двоюродного брата Джованни Доменико Ферретти), но стремление к церковной жизни возобладало. С восьми лет Гори был клириком баптистерия Сан-Джованни, а в возрасте двадцати пяти лет рукоположен в священники. Изучал в церковной школе латинскую поэзию и риторику, каллиграфию, музыку и пение, схоластическую философию и теологию.

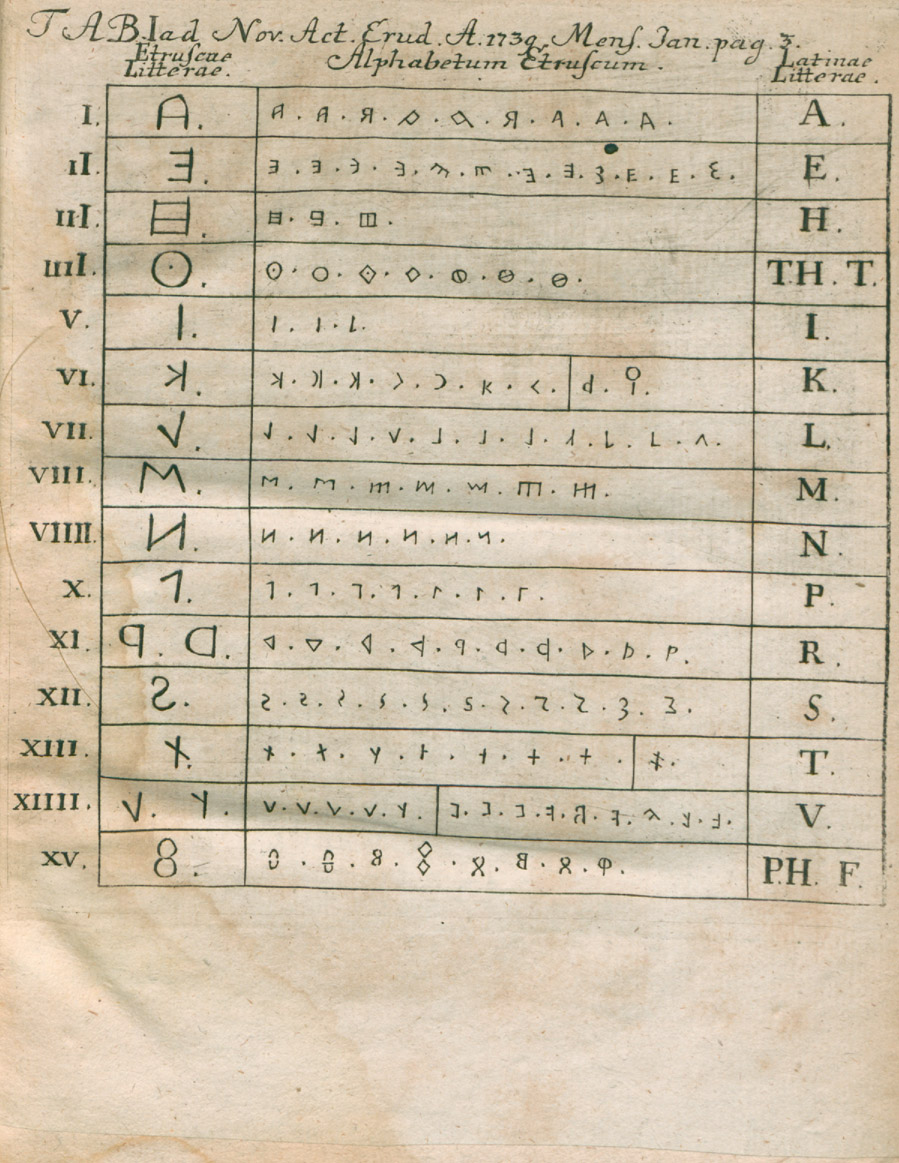
Этрусский алфавит. Иллюстрация из издания «Museum Etruscum». 1739

Древнегреческому языку и античной истории Гори учился у Антона Марии Сальвини, который привил ему любовь к изучению древних памятников, умение понимать античную эпиграфику. Гори самостоятельно изучал музейные и частные собрания и библиотеки, был вдохновлён исследованиями культуры этрусков, предпринятыми археологом Филиппо Буонарроти (1661—1733).
В 1726 году Гори открыл на Аппиевой дороге близ Рима колумбарий (хранилище урн с прахом умерших), как свободных, так и рабов, относящийся к хозяйству дома Ливии, супруги императора Августа. В следующем году Гори опубликовал своё открытие с примечаниями Сальвини в роскошном альбоме с 21 гравюрой ин-фолио под заголовком «Monumentum sive columbarium libertorum et servorum Liviae Augustae et Caesarum, Romae detectum in Via Appia, anno MDCCXXVI …» (Флоренция, 1727).
Каждая из иллюстраций книги имела посвящение влиятельному покровителю искусств или хорошо известному знатоку древностей, в том числе английскому торговому банкиру Джозефу Смиту из Венеции, который, хотя в то время ещё не стал английским консулом, но был многообещающим коллекционером и покровителем художников. Посвящения удостоился и сэр Томас Дерхэм, английский аристократ, получивший образование при дворе Козимо III Медичи во Флоренции и продолжавший в Риме. Другой публикацией А. Ф. Гори 1727 года было собрание античной эпиграфики (Inscriptiones graecae et latinae).
Ранняя научная публикация Гори 1727 года была посвящена античным надписям (Inscriptiones antiquaein Etruriae urbibus exstantes). В трёх томах Гори собрал более трёх тысяч надписей, продолжая дело Я. Грютера, О. Фальконьери и Б. де Монфокона. Примерно в это же время у него появился интерес к истории искусства эпохи Возрождения.
В 1730 году великий герцог тосканский Джан Гастоне де Медичи назначил его публичным профессором священной и светской истории во флорентийской Студии (Studio fiorentino).
В следующем году Гори начал фундаментальную работу, которая принесла ему европейскую известность — обзор коллекций классического искусства, в том числе частных собраний, библиотек и кунсткамер, в Италии: «Флорентийский музей» (Museum Florentinum Exhibitionens insignioria vetustatismonda quae Florentiae sunt) в 10-ти томах ин-фолио (1731—1743) с посвящением великому герцогу Тосканы, античное собрание которого преобладало в издании. В обзор были включены гравированные изображения античных гемм, монет, медалей, рельефов, надписей и многое другое.
Для этого издания Гори привлёк художников, рисовальщиков и гравёров, таких как Джованни Доменико Кампилья, Джованни Доменико Ферретти и Антонио Пацци. Первый том, состоящий из двух частей (Gemmae antiquae ex Thesauro Mediceo et privatorum dactyliothecis florentiae …), представляет более двухсот античных гемм с «портретами богов и людей». Второй том (Statuae antiquae deorum et virorum illustrium) посвящён римским статуям и надгробным монументам (более ста гравюр). Третий том (121 гравюра), состоящий из трёх частей, содержал обзор античных монет и медалей (Antiqua numismata aurea et argentea praestantiora et aerea maximi moduli) Четвёртый том (Serie di ritratti degli eccellenti pittori) включает 50 портретов известных художников, архитекторов, скульпторов и гравёров.
В 1735 году Антонио Франческо Гори стал одним из шестнадцати основателей кружка антикваров и знатоков во Флоренции под названием Società Colombaria (Общество голубятни), предшествующего созданию Тосканской Академии наук и литературы (Accademia Toscana di Scienze e Lettere la Colombaria).
В 1737—1739 годах во Флоренции были выпущены два увесистых фолианта «Собрания этрусских надписей древних этрусских памятников» (Museum Etruscum Exposens insignia veterum Etruscorum monumena), в которых были обобщены результаты многолетних исследований Гори этрусских древностей. Работа попала в хроники того времени не только благодаря широкой эрудиции автора, но и из-за вызванных ею ожесточённых споров. Так маркиз Шипионе Маффеи, в четвёртом томе «Литературных наблюдений» (Верона, 1739) оспорил многие положения работы Гори, в частности количества, типа и формы букв, предложенного Гори этрусского алфавита. Другой спорный вопрос касался происхождения не только языка, но и многих этрусских мифов. Маффеи склонялся не к местному, а к их восточному происхождению. Гори не заставил себя долго ждать, чтобы дать решительный ответ Маффеи (Флоренция, 1739), в котором ненависть к учёному маркизу, его давнему корреспонденту и сопернику, объяснялась различными причинами, большей частью не связанными с научным содержанием книги. Гори обвинил Маффеи в плагиате и компиляции трудов А. М. Сальвини, Ф. Буонарроти и С. Бьянки. К спору о природе и происхождении этрусского и латинского языков примкнули и другие учёные.
А. Ф. Гори редактировал и аннотировал многие издания: «Жизнь Микеланджело Буонарроти» А. Кондиви (Флоренция, 1746), «Уроки Тосканы» Г. Аверани (Флоренция, 1744—1763), сборник тосканской поэзии (Флоренция, 1750), включающие сочинения Б. Казареджи, С. Сальвини, «Тосканские сатиры» Якопо Солдани, сочинения Галилео Галилея (Флоренция, 1751), Феокрита и многое другое.
Гори опубликовал сочинение о позднеантичных и византийских диптихах из слоновой кости. Отредактировал собрание древних надписей Джованни Баттисты Дони (1731), в сотрудничестве с Родольфо Венути из Кортоны и Франческо Валези из Рима описал древности города Кортоны (1750), опубликовал описание первых открытий в Геркулануме в 1748 году, составил комментарии и указатели к неопубликованному каталогу «Библиотеки Медичи» (Bibliothecae Mediceae Laurentianae et Palatinae codicum mss. orientalium catalogus, 1743). Его вклад в историческую и антикварную науку отражён в сборниках его сочинений (Symbolae litterariae, 1748—1768), оттисков и неопубликованных работ на исторические и историко-художественные темы, составлении компендиума памятников и документов (воспоминаний, записок, реестров, речей) по истории Тосканы. Его вклад не ограничивался открытием материалов, разбросанных или забытых в публичных и частных библиотеках; он также собирал отчёты и документы, предоставленные другими учеными, записывал и исправлял представленные ему тексты. Его последняя компиляционная работа «Thesaurus veterum dypticorum consularium etecclesiasticorum», состоящая из четырёх томов и начатая в 1754 году, была завершена посмертно его учеником и другом Дж. Б. Пассери (Florentiae 1759).
Гори каталогизировал и опубликовал коллекцию старинных резных драгоценных гемм, собранную венецианским торговцем предметами искусства и знатоком Антонио Мария Дзанетти. В конце своей карьеры он составил каталог коллекции гемм, собранной консулом Дж. Смитом в Венеции. В этом каталоге не только тщательно описаны предметы коллекции с иллюстрациями на 100 гравированных листах, но также включена подробная история гравирования драгоценных камней, имена и биографии мастеров. После покупки коллекций Смита королём Великобритании Георгом III эта работа была великолепно издана в 2-х томах Дж. Б. Паскуали в Венеции под названием «Dactyliotheca Smithiana» (1767).
С 1746 года Гори был ректором баптистерия Сан-Джованни и профессором истории Лицея (Liceo) во Флоренции.
Гори скончался 20 января 1757 года во Флоренции и был похоронен в кьостро церкви Сан-Марко с надгробной надписью, составленной Андреа Джулианелли, каноником церкви Сан-Лоренцо и распорядителем его завещания.
Огромное рукописное наследие А. Ф. Гори (заметки, дневники, черновики, около 10 000 писем от 732 корреспондентов) хранится в библиотеке Маручеллиана во Флоренции (Biblioteca Marucelliana di Firenze), созданной библиофилом, аббатом Франческо Маручелли. Его общественная научная деятельность способствовала формированию в Италии художественного движения неоклассицизма.
Гори никогда не выезжал со своей тосканской родины, но итальянские и многие учёные других стран Европы до настоящего времени приобщаются к его обширному научному наследию.